# Tuaregues
Os tuaregues (em árabe: الطوارق) ou imuagues (Imuhagh) são um povo berbere constituído por pastores seminômades, agricultores e comerciantes. No passado, controlavam a rota das caravanas no deserto do Saara. Maioritariamente muçulmanos, são os principais habitantes da região sahariana do norte da África, distribuindo-se pelo sul da Argélia, norte do Mali, Níger, sudoeste da Líbia, Chade e, em menor número, em Burquina Fasso e leste da Nigéria. Podem ser encontrados, todavia, em praticamente todas as partes do deserto. Falam línguas berberes e preservaram uma escrita peculiar, o tifinague. Estima-se que existam entre 1 e 1,5 milhões nos vários países que partilham aquele deserto.

## Etimologia
A palavra árabe "tuaregue" deriva de Targa, que é o nome berbere da província da Fazânia, no sul da Líbia. Originalmente, "tuaregue" designava os habitantes da Fazânia. O termo foi incorporado nas línguas inglesa, francesa e alemã durante o período colonial. Targa significa "canal de drenagem" e, por extensão, "terra arável, jardim". Aplicava-se à área de Uádi Alhaiate, entre Saba e Ubari. Em árabe, transformou-se em Bilad al-Khayr ("boa terra").
Segundo Adalberto Alves, no seu Dicionário de Arabismos da Língua Portuguesa, a origem da palavra "tuaregue" é a palavra árabe ṭwâriq, "salteadores". Existe também uma versão folclórica, muito difundida, que liga a palavra "tuaregue" a tawariq ("abandonado por Deus"). Basicamente, essa versão parece refletir a desaprovação dos muçulmanos mais ortodoxos ao animismo praticado pelos tuaregues.
Os tuaregues chamam a si próprios de imuagues (Imuhagh; Imazaghan, Imashaghen ou Imazighan, "os homens livres"). A palavra para "homem" é Amajagh (variações: Amashegh, Amahagh) e, para "mulher", Tamajaq (variações: Tamasheq, Tamahaq, Timajaghen). Todas as variantes têm a mesma raiz linguística, expressando a noção de "homem livre", a qual exclui as castas de artesãos e escravos. Coletivamente, eles se identificam como Tamust - a nação. Outra autodesignação, de origem mais recente, é Kel Tamasheq ou Kel Tamajaq (em tifinague, ⴾⴻⵍ ⵜⴰⵎⴰⵌⴰⵆ), que significa "falantes de tamaxeque". Também se encontram, na literatura etnográfica do início do século XX, as expressões Kel Tagelmust, "povo de véu" e "homens azuis".

## Origem dos tuaregues
A língua tamaxeque - mais do que a linhagem genética - é o principal elo comum entre os vários grupos e o que os caracteriza como povo. Provavelmente têm parentesco com egípcios e marroquinos, com quem compartilham traços culturais e a religião muçulmana. Mas não são árabes - são berberes e usam o alfabeto tifinague. Originalmente, habitavam a costa mediterrânea da África, quando povos asiáticos domesticaram os dromedários, o que possibilitou a travessia do deserto. Assim, começaram a se expandir para o sul, onde formaram vários impérios e civilizações, a ponto de, mesmo no lago Chade, em sua parte sul, no norte dos Camarões e Nigéria, o sangue tipo A, tido como marcador caucasoide, ser bastante comum até os dias atuais.

## Costumes
Sem os véus, diferente de outras mulheres muçulmanas, as jovens desfrutam de liberdade. Apesar do Islã, a monogamia é uma regra absoluta entre os tuaregues. A mulher não pode casar sem o seu consentimento, além disso, o divórcio é uma possibilidade e ele pode partir dela; ela continua sendo dona de suas próprias propriedades (cabras e camelos) e às vezes administra as propriedades da família. 

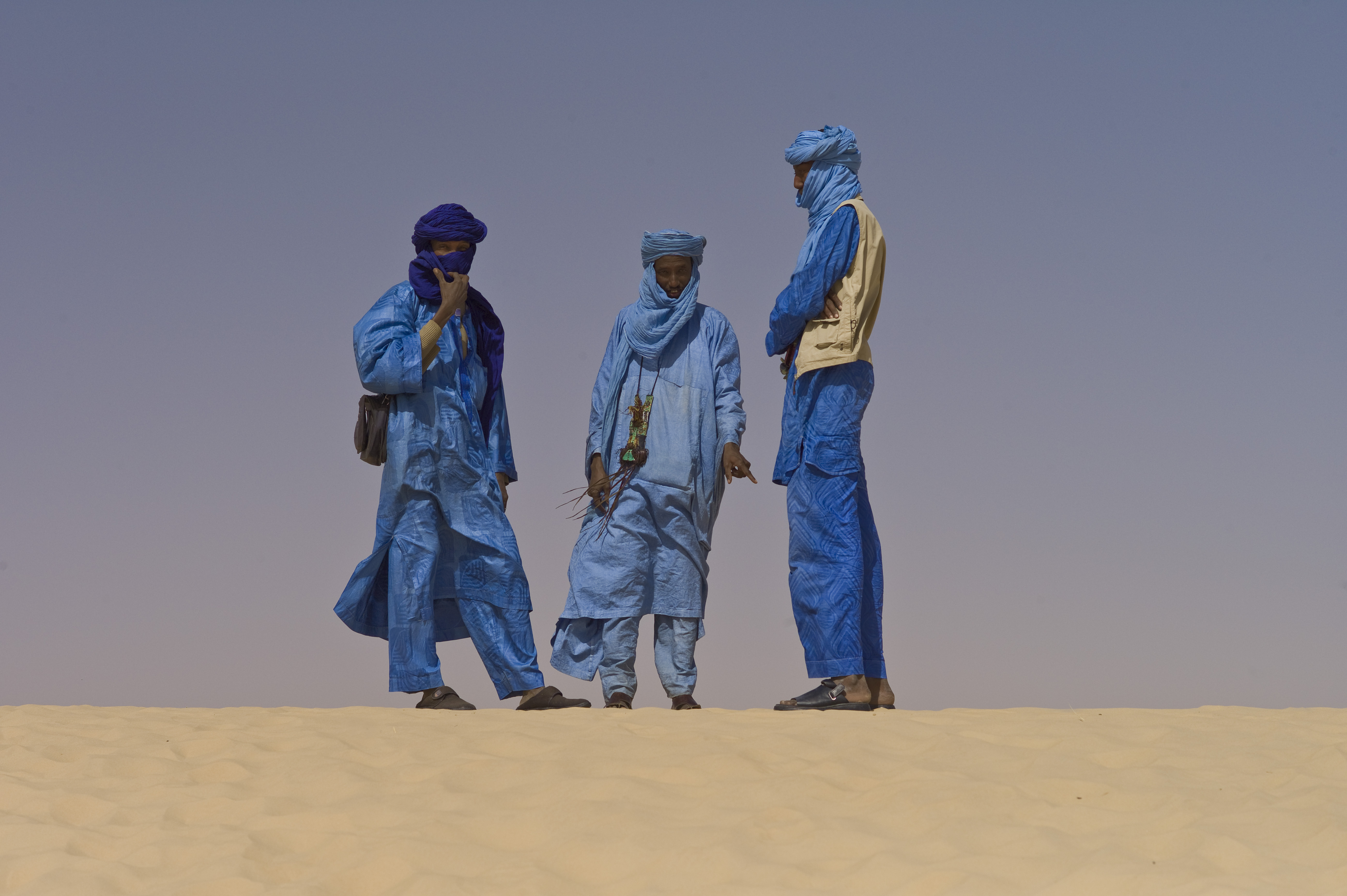
Tuaregues usando o Tagelmust

Apesar disso, não existe, de fato, um “Matriarcado”, a verdade é que os tuaregues seguem uma estrutura matrilinear, ou seja, os filhos recebem a posição social da sua mãe (nobre, vassalo, escravo) e pertencem ao respectivo grupo. Da mesma forma, o poder político, que está concentrado nas mãos de famílias antigas é transmitido, apenas, através das mulheres, sendo assim o ancestral comum das famílias no poder das grandes tribos tuaregues é uma mulher, a rainha guerreira Tin Hinan.
São os homens que não dispensam um véu azul-índigo característico, o Tagelmust, que usam mesmo entre os familiares. Dizem que os protege dos maus espíritos. Tem a função prática de proteger contra a inclemência do sol do deserto e das rajadas de areia durante suas viagens em caravana. Usam como um turbante que cobre também todo o rosto, exceto os olhos.

## Hierarquia
Têm uma distinta hierarquização formada por castas que descendem da tradicional rainha guerreira Tin Hinan e seu companheiro Takama.

A casta nobre, Imajeren, são os guerreiros. Portam a tradicional espada Takoba, cujo formato lembra muito as espadas medievais das cruzadas. Há pequenas distinções no formato e detalhes entre as espadas de acordo com a região de origem ou dos artesãos-ferreiros que as fazem. A lâmina larga de dois gumes tem um friso longitudinal e o punho é guarnecido por uma peça retangular que lembra uma cruz.

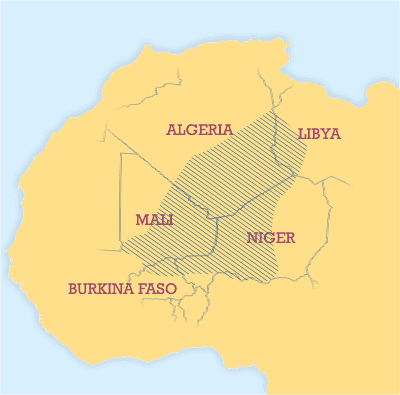
Em linha tracejada, área onde um número significativo de tuaregues vive atualmente

A religião fica a cargo dos Ineselmen, que significa "os Muçulmanos". Eles cuidam da observação das leis do Corão. Desde o século XVI, os Tuaregues têm sido muçulmanos. Exercem-no, contudo, sem muito rigor, devido principalmente ao nomadismo, que os impossibilita de seguir algumas obrigações, como a do Ramadã. Combinam a tradição Sunita maliquita com algumas crenças pré-islâmicas animísticas, como a presença dos espíritos Kel Asuf e a divinização do Corão.
Os "Homens Livres" (Imrad) são a maioria e se dizem descendentes de Takama. Imrad significa "povo das cabras". Podem ter sido Berberes que viviam nas regiões de Ajjer, Hogar e Adrar dos Ifogas e que foram dominados pelos Imunan quando sua própria nobreza, os Uraren, se rebelou contra os Imunan.
Os escravos, chamados de Iklan, são compostos por descendentes dos antigos cativos. Desde a dominação francesa em finais do século XIX, não é permitida a escravidão. Mesmo assim, eles permanecem em quantidade considerável e têm as suas próprias subcastas.

### Era pré-colonial

Saara e Sael

O comércio transaariano e suas diversas rotas eram a conexão mercantil de diversas áreas economicamente ativas que se deu no deserto do Saara. Dentro desse comercio, diversos povos nômades e sedentários interagiam uns com os outros, os tuaregues não foram a exceção, alimentando o comercio transaariano com escravos e produtos diversos. Ainda assim, a relevância comercial deles não era nem de longe comparável com os povos sedentários dos oásis do norte ao qual detinham apoio nos portos mediterrâneos.
Apesar de suas atividades comerciais no comércio transaariano, o povo nômade era visto de maneira negativa, principalmente devido suas atividades de incursão aos povos vizinhos, tais atividades que se estendiam também as caravanas das rotas comerciais do Saara, tendo essas incursões, perdurado por décadas. Diferente das caravanas do Saara, que ainda possuíam a opção de pagar tributos por proteção para não serem saqueadas, os povos que eram vítimas das incursões não tinham opção além da submissão, alguns virando escravos, outros sendo submetidos a um saque cíclico, sendo reservas de suprimentos para os tuaregues que eventualmente retornavam.
Fora aos processos econômicos ligados ao saque, incursão e comercio, o povo tuaregue, como vários outros povos nômades, tinham como fonte primaria de renda e subsistência, o pastoreio. Os animais criados pelos tuaregues eram camelos e cabras, mais adaptados ao clima hostil do Saara que o gado convencional.

### Era colonial

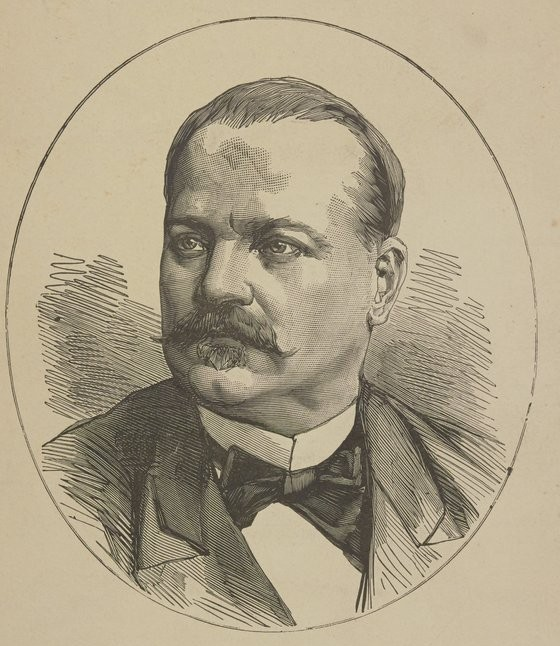
Colonel Paul Flatters (1832–1881)

No final do século 19, os tuaregues resistiram à invasão colonial francesa de suas terras natais os guerreiros tuaregues resistiram fortemente à incursão colonial nas diferentes regiões em que viviam. Aniquilaram uma expedição francesa liderada por Paul Flatters em 1881, e em 1901-2, e novamente em 1916-17, eles se levantaram contra os franceses, que tiveram que conduzir extensas campanhas contra eles. Apesar desses eventos, os tuaregues vinham se sentido ameaçados pela França a, no mínimo, vinte a trinta anos antes disso, desde a penetração francesa no deserto, ao longo dos anos 1850 e 1860, resultando na realização de uma ação unificada entre os tuaregues do Hogar, esses que seriam derrotados em 1902.
No longo prazo, os tuaregues não foram páreo para as tropas francesas, mas não só isso, a derrota dos tuaregues foi acompanhada da dizimação da classe guerreira. A classe religiosa tentou tirar proveito da situação e posicionou-se como chefes e intermediários da administração colonial. Apesar dos tuaregues não representarem mais ameaça ao poder francês, os nômades foram pouco a pouco sendo negligenciados sobre o comando do gigante europeu.
Sob controle francês, os tuaregues restantes tiveram sua área de migração reduzida, o que afetaria seu modo de vida nômade, mas também seria um empecilho a projeção de poder que o povo tinha sobre os povos vizinhos, evitando as depredações por parte dos tuaregues para com outras populações. O sul agrícola escapou gradualmente do controle tuaregue à medida que os franceses forneciam melhor proteção à população local, isso unido ao fato da casta militar já ter quase desaparecido por completo, fez com que os tuaregues fossem cada vez mais empurrados para o clima hostil do deserto, a depender do seu pastoreio.
Apesar disso, o povo tuaregue manteve boa parte do seu sistema econômico escravagista pré-colonial. Mesmo após a abolição formal da escravatura, as mudanças sociais não retiraram toda influencia possuída pelo povo até então. Alguns ex-escravos migraram para cidades onde se juntaram aos estratos mais baixos de moradores urbanos, não exatamente reintegrados a sociedade, esses, estavam condenados a marginalização da mesma maneira. A maioria dos ex-escravos permaneceu como mão-de-obra dependente de seus antigos senhores, sendo servos domésticos ou continuando a cuidar das propriedades de seus senhores, mesmo sem o vínculo de posse, que antes existia.

### Era pós-colonial

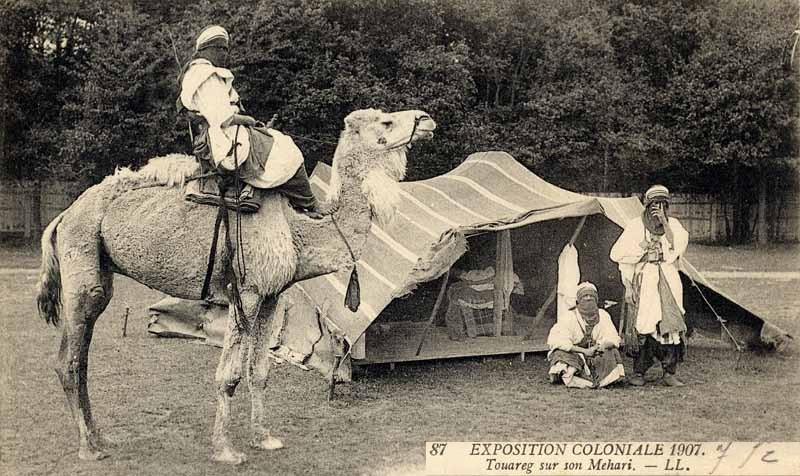
Postal da Exposição Colonial de 1907

Na década de 1960, quando a independência pós-colonial foi alcançada em Níger, Mali e Argélia. O domínio que ainda restara nas mãos do povo tuaregue, fora agora, definitivamente ameaçado. Eles estavam muito mal representados na estrutura do estado. A maioria dos tuaregues ainda eram nômades, mas o ciclo de seus movimentos encurtou ainda mais devido a recentes fronteiras fora do domínio francês além que eles também continuaram a perder o controle sobre seus dependentes agrícolas, que eram apoiados pelo governo central.
A obrigatoriedade da educação também encontrou resistência no modo de vida nômade que o povo tuaregue buscava preservar. A falta de uma postura sedentária, também lhes proporcionou vários outros problemas, tais como, na década de 1980, onde foram confundidos com “agentes líbios” e sujeitos à repressão por parte das forças militares do Níger.
Desde 1998, três bandeiras diferentes foram desenhadas para representar os tuaregues, apesar disso, eles ainda são um povo sem nação e são marginalizados nos mais diversos países aos quais habitam. O tratamento do povo se diversifica de país para país, o governo argelino pós-colonial, por exemplo, estava empenhado em destruir a sociedade tuaregue tradicional, por não se enquadrar na ideologia socialista revolucionária, porém, ele também estava interessado em manter os remanescentes da cultura tuaregue como exposições para turistas. Comparado a Argélia nem no Níger nem no Mali o turismo foi muito desenvolvido. Apesar disso, os incentivos em prol a sedentarização continuaram existindo na maioria dos países, convertendo parte dos tuaregues, mas uma grande parte, ainda se relegando ao deserto, em busca de manter viva sua cultura.
Apesar de tudo, a área habitada pelo povo, é correspondente a uma grande área desértica, de clima quente e seco, somando a sua baixa arrecadação por limitada área de ação e a perda do poder obtido em períodos pré-coloniais tornou cada vez mais difícil o sustento do pastoreio. A seca que se fazia presente junto a morte dos seus animais, condenou muitos a centros de socorro de emergência, sem sustento e sem possibilidade de manter a forma de vida nômade, enquanto outros, para encontrarem sustento, prontamente se uniram a bandos rebeldes nas mais diversas guerras que ocorrem na região.

## Revoltas

### Primeira Revolta
No Mali, os tuaregues foram em rebelião aberta contra o governo durante a maior parte dos anos pós-coloniais, logo depois da sua independência em 1960, e suas regiões foram fechadas por razões de segurança. No final de 1964, os métodos fortes do governo esmagaram a rebelião. As atrocidades e as violações dos direitos humanos cometidas por ambos os lados contribuíram para um clima de medo e desconfiança no Norte.

### Segunda Revolta

Mali e Níger em mapa mundi

De 1990 a 1995, ocorreu uma rebelião de vários grupos tuaregues no Níger e no Mali, com o objetivo de alcançar autonomia ou formar o seu próprio Estado-nação. Em 1991, a insatisfação pública com a economia, as condições sociais e as políticas governamentais transbordaram, provocando uma resposta violenta do governo e uma revolta popular. A essa altura, o país tinha acabado de embarcar em uma paz tênue que pôs fim iniciaria à guerra civil com os tuaregues no Norte.
A insurgência ocorreu num período que se seguiu à fome regional da década de 1980 e à subsequente crise de refugiados, e num período de repressão política generalizada e de crise em ambas as nações. O conflito faz parte de uma série de conflitos originados nas relações com o povo tuaregues e sua história colonial e pós-colonial para com estas nações. 

### Os tuaregues no conflito da Líbia

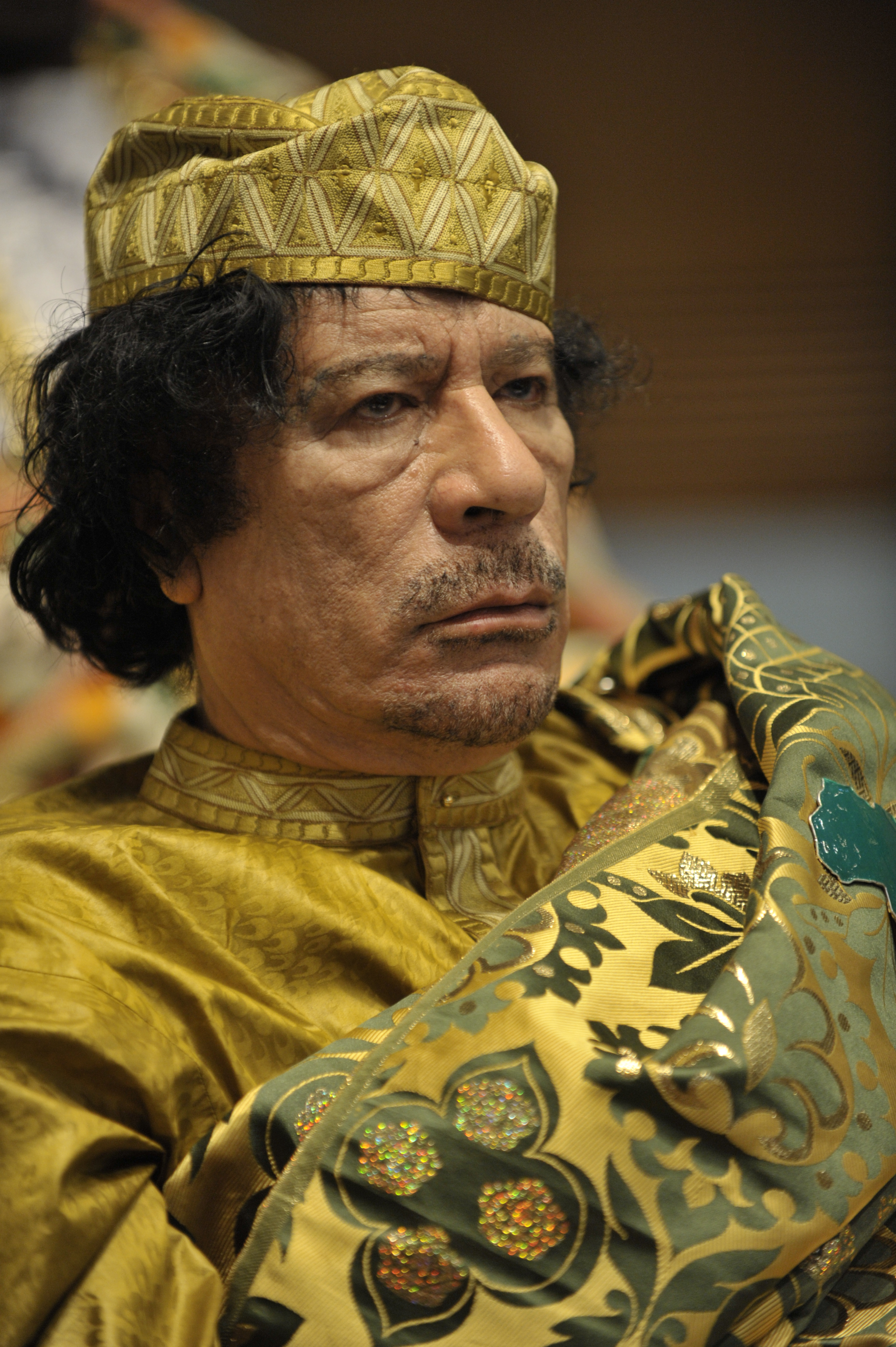
Muamar Gaddafi (1942-2011)

Muamar Gaddafi, ex-ditador da Líbia, empregou um grande número de tuaregues no grupo paramilitar Legião Islâmica, também conhecida como "Legião Verde", fundado em 1972. Após a desastrosa guerra com a república do Chade, que acabou em 1987, muitos desses paramilitares permaneceram na Líbia e ingressaram no exército regular do país, onde foram formadas brigadas compostas por tuaregues.
Em 2011, cerca de 2 000 mercenários tuaregues malianos foram para a Líbia para apoiar o ditador na sua luta contra a oposição. Os que regressaram ao seu país, lideraram a rebelião de 2012. Uma parte continuou leal ao antigo ditador, outra migrou para o Mali, formando o Movimento Nacional de Libertação de Azauade (MNLA). Azauade é uma região na parte norte do Mali. 
Muitos dos que permaneceram na Líbia tiveram sua nacionalidade reconhecida posteriormente pela Câmara dos Representantes, já que muitos ainda lutavam sem cidania.

### Os tuaregues nas lutas no Sahel

Com o retorno em 2011 de um grande número de tuaregues que antes apoiavam o ditador Gaddafi, até então integrados na “legião islâmica”, agora integrantes do Movimento Nacional de Libertação de Azauade (MNLA), resultou na a última rebelião em 2012. também conhecida como “rebelião tuaregue de 2012” foi uma guerra de independência contra o governo do Mali que ocorreu na região de Azauade ao norte do país.
Apesar de ter esse nome, a maior parte da população, não apoiou. Boa parte dos antigos milicianos tuaregues integraram milícias que cooperaram com os exércitos do Mali e do Níger, bem como com as forças francesas que lideravam a “operação Barkhane”, uma operação anti-terrorista no Sahel. Os tuaregues que não faziam parte dos grupos anteriores começaram a realizar as suas próprias ações contra grupos islâmicos radicais por conta própria.

## Genética

### Cromossomo Y (ADN-Y)
Os haplogrupos do cromossoma Y humano passam exclusivamente através da linha paterna e foram encontrados com as seguintes frequências em tuaregues:
| População                     | Nº | A/B  | E1b1a | E-M35 | E-M78 | E-M81 | E-M123 | F | K-M9 | G | I | J1 | J2 | R1a | R1b   | Outros | Estudo                |
| 1 Tuaregues da Líbia          | 47 | 0    | 42,5% | 0     | 0     | 48,9% | 0      | 0 | 0    | 0 | 0 | 0  | 0  | 0   | 6,4%  | 2,1%   | Ottoni et al. (2011)  |
| 2 Tuaregues do Mali           | 11 | 0    | 9,1%  | 0     | 9,1%  | 81,8% | 0      | 0 | 0    | 0 | 0 | 0  | 0  | 0   | 0     | 0      | Pereira et al. (2011) |
| 3 Tuaregues do Burquina Fasso | 18 | 0    | 16,7% | 0     | 0     | 77,8% | 0      | 0 | 5,6% | 0 | 0 | 0  | 0  | 0   | 0     | 0      | Pereira et al. (2011) |
| 4 Tuaregues do Níger          | 18 | 5,6% | 44,4% | 0     | 5,6%  | 11.1% | 0      | 0 | 0    | 0 | 0 | 0  | 0  | 0   | 33,3% | 0      | Pereira et al. (2011) |